# Schein Mór
Schein Mór (Trsztena, 1864. november 2. – Budapest, 1929. április 24.) bőrgyógyász.

## Életpályája
Schein Sámuel és Echstein Anna fiaként született zsidó családban. Középiskolai tanulmányait a Trsztenai Királyi Katolikus Gimnáziumban (1875–1879), majd a Pozsonyi Királyi Katolikus Főgimnáziumban végezte (1879–1883). Kitüntetéssel érettségizett és felvételt nyert a Bécsi Egyetem Orvostudományi Karára. 1889. május 18-án orvosdoktorrá avatták. Bőrgyógyászati képesítését Kaposi Mór bécsi egyetemi tanárnál és Török Lajos budapesti egyetemi magántanárnál szerezte. Az 1890-es évektől az Általános Munkás Betegsegélyző Pénztár Kórházának rendelő orvosaként működött. Huszonöt éven át tagja volt a Királyi Magyar Természettudományi Társulatnak.
A Kozma utcai izraelita temetőben nyugszik.

## Művei
- Über das Wachsthum der Haut und der Haare des Menschen. (Wiener Klinische Wochenschrift, 1892, 6.)
- Über Knochenkernbildung und Ovofication des Knorpels. (Wiener medicinische Wochenschrift, 1894)
- Das Schilddrüsensekret in der Milch. (Wiener medicinische Wochenschrift, 1895)
- Über das Wachsthum des Fettgewebes. (Wiener Klinische Wochenschrift, 1895)
- Über die Ursachen der Entwicklung des Bartes. (Pester medicinisch-chirurgische Presse, 1897)
- Ein Fall von abnormer Entwicklung des Bartes. (Pester medicinisch-chirurgische Presse, 1897)
- Ein Fall von symmetrischen Lipomen, Lévai J.-vel. (Pester medicinisch-chirurgische Presse, 1897)
- A szakáll képződésének okairól. (Gyógyászat, 1897, 1–2.)
- A szakáll rendellenes fejlődésének egy esete. (Gyógyászat, 1897, 12.)
- Polioencephalitis superior chronica. (Gyógyászat, 1897, 19.)
- Az ember szőrzete. (Gyógyászat, 1898, 2.)
- A syphilis gyógykezelése, Budapest, 1898
- Das Haarkleid des Menschen. Budapest, 1898
- Anregung der Milchsecretion durch Massage der Bauchdecken. (Wiener Klinische Wochenschrift, 1898)
- Keratosis conjunctivae (A kötőhártya elszarusodása). Mohr Mihállyal. (Orvosi Hetilap, 1898, 8.)
- A zsírszövet növéséréről. (Magyar Orvosi Archívum, 1899, 1.)
- A jodipin. Budapest, 1900
- Összehasonlító megfigyelések az emlős állatok és az ember bőrének és szőrének növéséről. (Gyógyászat, 1900, 39–40.)
- A bőrbetegségek megfigyelése és kórismézése. (Gyógyászat, 1901, 42.)
- Bőrbetegségek kezelése Röntgen-fénnyel és Finsen módszere szerint. Török Lajossal. (Orvosi Hetilap, 1901, 51–52.)
- Scleroma, rhinoscleroma, A kopaszság keletkezéséről. (Gyógyászat, 1902, 41.)
- Az acne vulgaris gyógykezelése Röntgensugarakkal. Török Lajossal. (Gyógyászat, 1902)
- Die Radiotherapie und Actinotherapie der Hautkrankheiten. Török Lajossal. (Wiener medicinische Wochenschrift, 1902)
- Új lámpa fénysugarakkal való kezeléshez. Török Lajossal. (Gyógyászat, 1903)
- A hónaljszőr fejlődése és a mellizmok veleszületett hiánya. (Gyógyászat, 1903)
- Über die Entstehung der Glatze, Zur Frage der Entstehung der Glatze. (Wiener Klinische Wochenschrift, 1903)
- Impfung unter rotem Licht. Wilhelm Knöpfelmacherrel, (Wiener Klinische Wochenschrift, 1904)
- A bőrrák kezelése Röntgen-sugarakkal. Török Lajossal. (Gyógyászat, 1904, 16.)
- Röntgen-sugarak a bőrgyógyászatban. (Gyógyászat, 1904, 24–25.)
- Die Behandlung der Condyloma acuminatum mittels Erfrierung. (Wiiener Klinische Wochenschrift, 1905)
- A condyloma acuminatum fagyasztással való gyógykezelése. (Gyógyászat, 1905, 3.)
- A berlini Röntgen-congressus. Tárca. (Gyógyászat, 1905, 21.)
- A női nemi szervekből kiinduló, haematogen úton terjedő bőrbajokról. (Budapesti Orvosi Újság, 1906, 1.)
- Lokalisation der vom weiblichen Gesechlects-organen ausgehenden haematogenen Hauterkraukungen, Theorie der Milchsecretion. (Wiener medicinische Wochenschrift, 1907)
- Fälle von Stillstand und relativem Zurückbleiben des Flächenwachstums der Haut. (Pester medicinisch-chirurgische Presse, 1907)
- Vergleichende Untersuchungen an pigmentierten und pigmentlosen Kopfhaaren. (Pester medicinisch-chirurgische Presse, 1908, 32.)
- A koponya és fejbőr növésének összefüggése a kopaszsággal. (Gyógyászat, 1909, 29.)
- Az emlők működésének folytonossága. (Gyógyászat, 1909, 46–47.)
- Tuberculinoltással gyógyított lupus vulgaris esete. (Budapesti Orvosi Újság, 1910)
- Vitalizmus és teleológia az élettudományokban. (Huszadik Század, 1910, 1.)
- Izomzat és zsírszövet. (Budapesti Orvosi Újság, 1913, 4.)
- Az őszülésről. (Gyógyászat, 1913, 14.)
- Sebészeti tuberkulózis kezelése szociális szempontból. (Munkásügyi Szemle, 1917, 5–6.)
- A nemibetegségek elleni védekezés irányelvei. Török Lajossal. (Gyógyászat, 1919)
- Átöröklés és egyéni fejlődés. (Gyógyászat, 1921, 9.)
- Rudolf Virchow és a szervezet egységessége. (Gyógyászat, 1921, 46.)
- Fáradtság után legnagyobb munkakészség. (Gyógyászat, 1926, 3.)
- Az állati és emberi test sensomotoros központja. (Gyógyászat, 1926, 42.)